# 國民革命軍陸軍新編第三軍
国民革命军新编第三军历史上先后3次组建。

## 孙传芳一部组建的第1个新三军
1927年2月20日孙传芳五省联军第15师投降，被改编为国民革命军新编第三军。军长刘宝题。1927年8月23日在常州被国民革命军第一军第2师包围缴械，刘宝题被捕，该军番号撤销。

## 滇军组建的的第2个新三军
1938年10月以国民革命军第六十军第184师和国民革命军第五十八军新编第12师组建新三军：
- 军长张冲/1939年7月高荫槐/1940年5月杨宏光
- 第184师师长张冲兼/1939年7月杨宏光/1940年5月李文彬/1940年12月潘朔端/1942年10月余建勋
- 新编第12师师长龚顺璧/张与仁/1940年12月邱秉常/1942年2月唐宇纵

1945年底新编第三军撤消。

## 东北中央军组建的第3个新三军
1947年9月陈诚主政东北后，用主力部队和满洲国军改编的保安部队组建了一批军。其中，以新六军、第十三军为骨干组建了新编第三军：
- 军长龙天武（黄埔五期），副军长杨焜（第九兵团参谋长兼副军长），副军长许颖，参谋长李定陆，副参谋长黄福荫(黄埔八期)。
- 第14师：从新编第六军拨属。师长许颖，副师长董觉民，参谋长刘子高（原第十四师第四十二团团长）。师部驻黄堡（辽阳市灯塔县铧子镇黄堡村）、第四十团驻大窑（灯塔县西大窑镇西大窑村），第四十二团驻前后黑英石，第四十一团驻松树嘴子（今辽阳县甜水满族乡松树咀子）。
- 第54师：从第十三军拨属。师长宋邦纬，副师长易惠，参谋长杨齐（原五十四师第一六〇团团长）。师部驻黄泥堡（辽阳市灯塔县铧子镇黄堡村），第一六零团驻林台子（今沈阳市铁西区高花街道林台村），第一六一团驻大红土崖子（辽阳市文圣区罗大台镇大红土崖子村），第一六二团驻大达连河（今辽阳县八会镇连河村）。
- 暂编第59师：由辽宁保安队改编。师长梁铁豹（原第十四师参谋长），副师长李平（原新二十二师第六十四团团长），参谋长肖豪（原第十四师第四十一团团长）。1948年9月改番号为第292师。师部驻东沙坨子（今辽阳县沙岭镇沙陀子村），第一团驻下麦窝（今辽阳市文圣区小屯镇下麦窝村），第二团驻峨嵋庄（今辽阳市宏伟区曙光镇峨嵋村），第三团驻张书庄。

1948年9月改番号为国民革命军第八十三军。在辽沈战役之辽西战役被歼，军长龙天武被俘。